# はたらく☆少女 てきぱきワーキン・ラブ
『はたらく☆少女 てきぱきワーキン♥ラブ』（はたらくしょうじょ てきぱきワーキン・ラブ）は、竹本泉が原作・脚本・絵コンテなどを担当して1997年3月にNECホームエレクトロニクスより発売されたPCエンジン用ゲームソフト、および同作者により1995 - 2001年にかけて『月刊アスキーコミック』および『コミックビーム』で連載された漫画作品。

## 概要
時は2216年、市民のあらゆる依頼を受け付ける行政機関・その他省を舞台に、ヒカル・ナオミ・エダルトの3人の職員の、奇妙な依頼との奮闘を描いたSFコメディ作品。
ゲーム版では、プレイヤーは3人の上司となって指示を出し、依頼の解決を目指す。漫画版ではプレイヤーに相当する人物はほとんど登場せず、3人を中心にストーリーが展開される。
なお同作者は、23世紀を舞台とした作品を多数描いており、本作にも他作品とのリンクが見られる。
1997年にPCエンジン版、翌1998年にPC-FXへの移植版が発売された。漫画版はアスキーコミックス、アスペクトコミックス、ビームコミックスより、全6巻。

## ゲーム
PCエンジン版は、NECホームエレクトロニクスより、1997年3月27日に発売された。
内容は育成パートとアドベンチャーパートに大別され、主人公はその他省の職員となって秘書のナーナのサポートを受けながら、スケジュールを組んで部下である3人のキャラクターのパラメータ向上を目指す。とともに、上司のトフ主任から回ってくる依頼に対しては、適当なキャラクターを派遣して、選択肢ごとにキャラクターに指示を出していく。
PC-FX版は、『はたらく☆少女 てきぱきワーキン♥ラブFX』のタイトルで、同じくNECホームエレクトロニクスより1998年3月27日に発売された。
この移植版では育成パートが削除され、アドベンチャーゲームとして再構成された。また、グラフィックやストーリーの追加が行われている。

### 発売までの経緯
メガCD用ソフト『ゆみみみっくす』（ゲームアーツ、1993年）で全面的にゲーム製作に関わっていた竹本が、本作品の依頼を受けたのは1993年のことであったという。当初発売は翌1994年を予定していたが竹本のコンテの難航などにより1996年にずれこみ、最終的には1997年3月の発売となった。

### 主なキャスト
- ヒカル - 柳瀬なつみ
- ナオミ、じーく菜 - 冬馬由美
- エダルト - 大谷育江
- ナーナ、ヘルシンキ - 岩男潤子
- トフ - 掛川裕彦
- セバスチャン - 山崎和佳奈
- 動物園園長 - 龍田直樹
- アリ・オーシマー - 阪脩
- ロロ・ロッソ - 島田敏

### その他のキャスト（役名不明）
- 麻生智久
- 川津泰彦
- 幸野善之
- 風間信彦
- 中井和哉
- 中山真奈美
- 野田順子
- 大野まりな
- 満仲由紀子
- 古山あゆみ
- 根橋美絵子

### 主なスタッフ
以下はPCエンジン版オープニングのクレジットによる。
- 原作・キャラクターデザイン・脚本・設定・絵コンテ・その他いっぱい - 竹本泉
- 企画・プロデューサー - 高垣信宏
- スーパーバイザー - 本庄中・安田清明・竹内政夫
- 進行 - 大澤正道・野田康二
- グラフィック - 藍・川上麗子
- プログラム - 永井知彦・館石英尚

### 主題歌

#### オープニングテーマ
- 「てきぱきワーキン♥ラブ」
  - 作詞 - 竹本泉
  - 作曲 - 田島浩二
  - 編曲 - 内田光一
  - 唄 - 大谷育江・冬馬由美・柳瀬なつみ

#### エンディングテーマ
- 「今日の記憶」
  - 作詞 - 竹本泉
  - 作曲 - 田島浩二
  - 編曲 - 内田光一
  - 唄 - 岩男潤子

## 漫画
『アスキーコミック』1995年3 - 9月号、『コミックビーム』1995年12月号 - 2001年1月号にかけて連載された。
ストーリーは総て1話完結で、ヒカル・ナオミ・エダルトの3人（稀にナーナ）に交代交代にスポットライトを当て、その仕事や日常を描いている。各話の主人公はコミックスのメイキングに明記され、時には複数のキャラクター、また全員が主人公とされている回もある。
『アスキーコミック』時代は『はたらく少女 てきぱきワーキン♥ラブ』、『コミックビーム』時代は『はたらく少女 てきぱきワーキン♥ラブFX』のタイトルで掲載されていたが、コミックスは『てきぱきワーキン♥ラブ』のタイトルに統一されて刊行されている。
『アスキーコミック』での同作者の前連載『しましま曜日』の終了にあたって、当初次連載としては、やはり竹本が参加していたセガサターンのゲーム『だいなあいらん』（ゲームアーツ、1997年）の漫画が企画されていたが、これが流れたため、本作の漫画化が決定したという経緯がある。
1話のページ数は、1 - 3巻が12ページ、4 - 6巻が24ページとなっている。
当初「毎回毎回（変な）仕事の依頼なんて思いつかない」と考えていた竹本だったが、結果的に約6年間、当時の同作者としては最多となる全6巻の長期連載となった。最終的には「なんか続けろって言われたら一生でも続けられそう」と感じたのを機に、連載の終了を決めたという。
本編連載終了後も、続く『コミックビーム』での連載『よみきり♥もの』『よみきりものの…』の中で、それぞれ2004年、2008年に2度に渡り本作の続編が発表されている。

### 単行本
- 1巻
  - 1996年9月22日
  - （無印）Chapter1 - 6
  - （FX）Chapter1 - 7
- 2巻
  - 1998年3月9日
  - Chapter8 - 21
- 3巻
  - 1999年1月4日
  - Chapter22 - 36
- 4巻
  - 1999年10月6日
  - Chapter37 - 44
- 5巻
  - 2000年6月12日
  - Chapter45 - 52
- 6巻
  - 2001年3月9日
  - Chapter53 - 60
- 『よみきり♥もの』6巻
  - 2004年3月8日
  - 「生徒会と奇妙な音」
- 『よみきりものの…やわらかくて グ』
  - 2008年5月7日
  - 「てきぱきワーキン♥ラ」

## 小説
金月龍之介によるノベライズが、ムービックより1999年3月に発売されている。

## 作品設定

### その他省
政府機構の複雑化に伴い、どこに属するか解らなくなったような公共サービスを一手に引き受けるため、2097年に設立された行政機関。20世紀の「すぐやる課」の巨大版、と作中では説明されているが、実際には公共サービスとは言えないようなかなり奇妙な依頼、あるいは道路局や諜報部など他の政府機関からの依頼でその業務の手伝いなども取り扱っており、「なんでもやる課」とも評される。
市民からの依頼は、窓口から中央コンピューターを通じて中間管理職であるトフなどの「主任」に、主任からその部下たち（ゲーム版でのプレイヤーはこの位置）に配分され、彼らを通じてヒカルなどの現場の職員がこれを担当する。独立採算制を採っており、サービスは有料だが、大抵のことなら引き受けてくれることから市民からの人気は高く、仕事は絶えない。仕事内容が多岐にわたることもあって、さまざまな人材が集まる巨大組織となっている。
現場の職員は「パートナー」と呼ばれる動物を連れている。これらの動物はサイボーグ化されており、その目・耳からの情報は、その他省に随時届けられている。これを通じて本部では現場の状況を把握し、指示を出すことができるなど、通信機としての役割も果たしている。
制服は白のポンチョ（マント）。ただしその下については規定がなく、自由な服装が認められている。
作中では通常単に「その他省」と称されているが、正式にはヒカルたちが勤めているのは「西その他省」である。所在地はハワイ諸島。「東その他省」とは、お互いに業務を補完し合っている。また他にもトフ主任の姪が勤める「西アジアその他省」、また各地の出張所などが存在している。

### 主な登場人物
竹本作品においてこの時代の人名は、「姓・名・出自」で構成されているという設定であり、例えば下記のヒカルの場合、「オルリンさんちのヒカルちゃんで、モスデューク家の家系」の意、とされる。作中では「出自」の部分は「M」のようにイニシャルで書かれ、傍にルビが振られていることが多い。なお、出自を持たない者も存在する。
オルリン・ヒカル・モスデューク
15歳。身長153センチ、体重45キロ、血液型はB型。その他省勤続3年。大学卒業後は商社に1年務めた経験がある。髪、瞳ともに緑色で、縞柄のヘアバンドを着けている。ハワイ出身で、民族的には日系人の血が入っている。一人っ子で、主要3人の中でただ一人家族が登場していない。
3人の中では最年少。作者自身「なんか妙に子供っぽいような」と書いているように、容姿・性格とも少し幼め。前向きで明るく行動力もあるが、一面おおざっぱで少々おマヌケ、遅刻も多く、仕事ぶりはあまり優秀ではない。但し本当はかなりの運動神経の持ち主で手先も結構器用。歌うのが好きで、よくカラオケに行く。
パートナーは猫のじーく菜。
じーく菜
ヒカルのパートナー。つぶらな瞳の縞猫。思いっきり猫な性格。ヒカルはじーく菜を溺愛して、「お仕事&じーく菜かわいい日記」をつけている。水が苦手。
パープキン・ナオミ・コシガヤ
17歳。身長171センチ、体重56キロ。血液型はO型。11歳で大学卒業後、即その他省に入っており勤続6年。髪、瞳ともに茶色で、髪型はポニーテール。日本出身で、民族的にはほぼ日本人。多数の兄弟姉妹がいる。
3人の中では最年長。行動的な性格で、身体を動かすことが得意。逆にデスクワーク、また料理・掃除といった家事などは苦手。IQはかなり高いらしいが、「直情径行」の性格や集中力のなさがたたってか、それを発揮する機会はない。買い物好きで、露出度の高い服を着ることが多い。極度の酒乱で、ほんの少しでも酒類を飲んでしまうと大暴れする上に、高所恐怖症気味でシャトルに乗ろうとして拒絶反応を起こすだけでなく、この時代のエレベーターに乗るのも怖がる。
パートナーは犬のヘルシンキ。
ヘルシンキ
ナオミのパートナー。ふさふさした毛並みの犬。少々目つきが悪いが、性格は温厚で優しい。
クリャリャ・エダルト・ンゴロ
16歳。身長167センチ、体重55キロ。血液型はA型。大学院を卒業してから入省している為、その他省勤続2年。金髪のボブヘアで、瞳は青。3人の中で唯一の少年。民族的にはヨーロッパ系だが、出身はアフリカのンゴロンゴロ付近。それだけに暑さには強い。4つ子で、リズベスらそっくりな3人の妹がいる。
真面目で理知的な性格。勉強と家事も含めて仕事をするのが楽しみで、逆に仕事をしなくてもよい、あるいは満足に仕事ができない環境には耐えられない。一方、運動は苦手で、絵を描くのも下手。中性的な風貌で、ゲーム中では女装するイベントも発生するほか、作者からも「3人の中ではなんか一番色っぽい」とコメントされている。
女性にモテるが、振り回されることもしばしば。もっとも、性格もあって無意識に彼女達にしっぺ返しを喰らわせる事も。なお、本人は聡明でお淑やかな女性が好み。
23世紀には珍しくなった紙の本の読書など、尚古的な趣味の持ち主。
パートナーは猿のセバスチャン。
セバスチャン
エダルトのパートナー。白い毛色の猿。熱帯に生息する種らしく、ジャングルや蒸し暑い気候を好んでいる。エダルトによく躾けられており、器用。
アルラ・ナーナ・ラクチ
3人の上司（ゲーム版におけるプレイヤー）の秘書。ゲーム版ではプレイヤーを助けて、ゲームのナビゲーター役を務める。
冷静で明晰、またスタイルもよく美人と、まさに「絵に描いたような」有能な秘書。その完璧さは、ヒカルたち省内の女の子たちの憧れの的となっている。また人柄も円満で、一見非の打ち所がない様に見えるが、実はナオミと同様、かなりの酒乱。またいささか方向音痴でもある。パートナーを通じて3人の行動を把握し、必要な情報を伝えて後方からその職務遂行をバックアップする。
アメリゴ・トフ・ダブリン
主任。3人の上司（ゲーム版におけるプレイヤー）の上司。恰幅のよい中年男性。
市民から寄せられたさまざまな依頼を、プレイヤーなどの部下に割り振る立場にあるが、性格はかなりいい加減。結婚歴は4回で、3人の娘がいる。
同作者の作品では、『ルプ☆さらだ』の「おじさん」を初め、同じ外見のキャラクターが多く登場している。またトフ主任を主人公とした2008年の続編『てきぱきワーキン♥ラ』は、同作者では初めての「おじさんが主人公」の作品となった。
プレイヤー/ボス
その他省の職員で、3人の上司。トフ主任から回されてきた仕事を3人に割り振り、また必要な指示を下す。ゲーム版でのプレイヤーの役割であり、漫画版ではその存在は明記されているものの、間接的にしか登場せず、その姿などは描かれていない。

## エピソード
- 制作の遅れもあり、発売された時には既にPCエンジン市場は終焉を迎えており、本作は同ハード最末期のソフトの1本となった。竹本が参加したゲームは、他にもFM-TOWNSの『ぱらPARAパラダイス』（ファミリーソフト、1997年）が同ハード最後のゲームとなっており、竹本は自身のゲームが「（ハードの）キラーソフト」と呼ばれているという冗談を語っている[34]。
- 上記のような事情のため、PC-FX版の発売に際しては「PC-FX最後のソフトになるなんてことないですよね？」と竹本は懸念していたが、実際に本作の1ヶ月後に発売された『ファーストKiss☆物語』が同ハード最後の作品となり、「あやうくPC-FX最後のゲームになりかけた」[35]と書いている。
- ゲームでは『あおいちゃんパニック!』のマメミム、『ちまりまわるつ』のちまり、『トゥインクルスターのんのんじー』のノンノンジーなど、多数の竹本キャラが背景に登場している[36]。